# Plinking

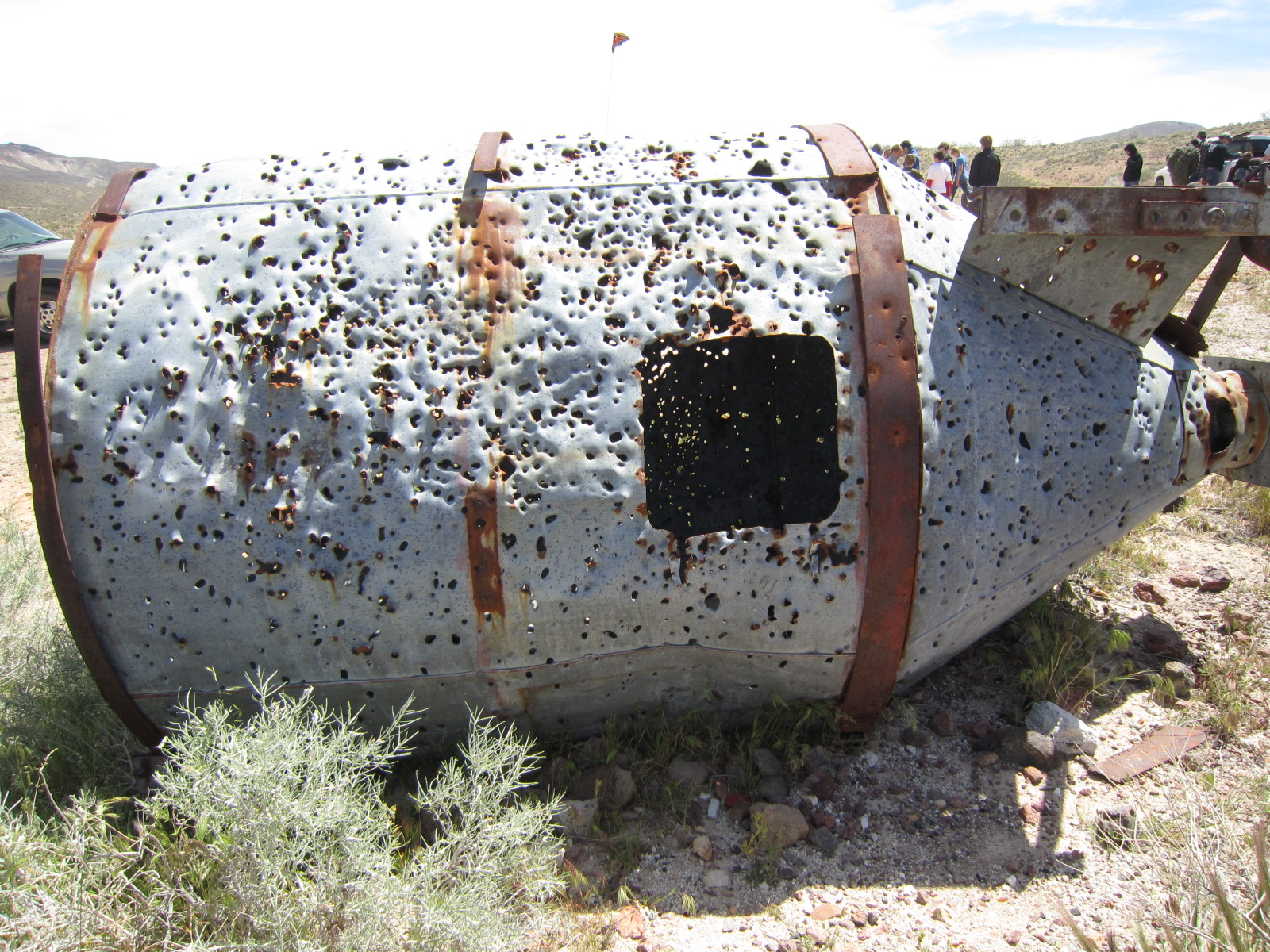
Plinking-Ziel: ein Metallbehälter in der Mojave-Wüste

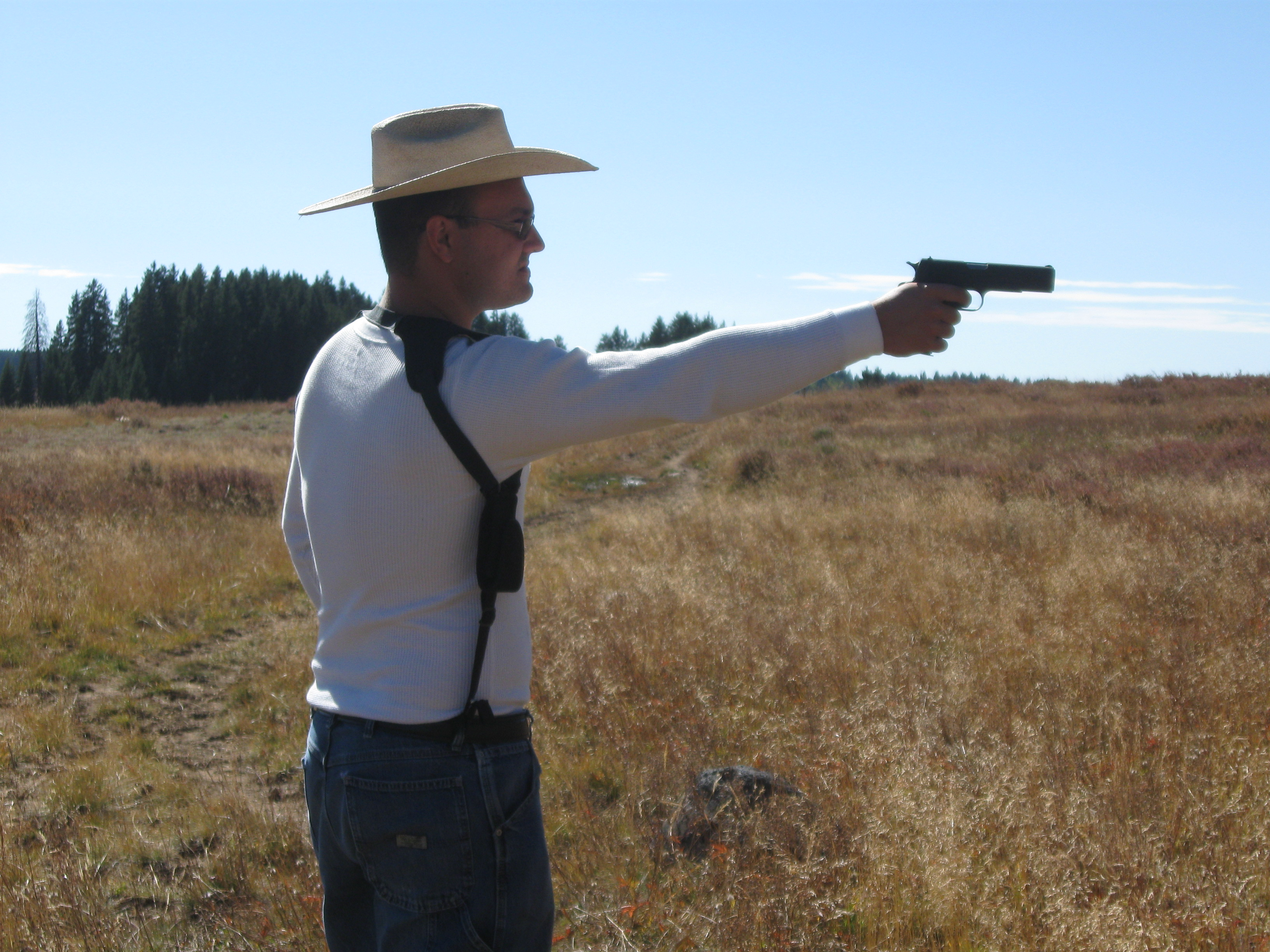
Plinking mit Kaliber .45 ACP-Colt M1911, Grand Mesa, Colorado

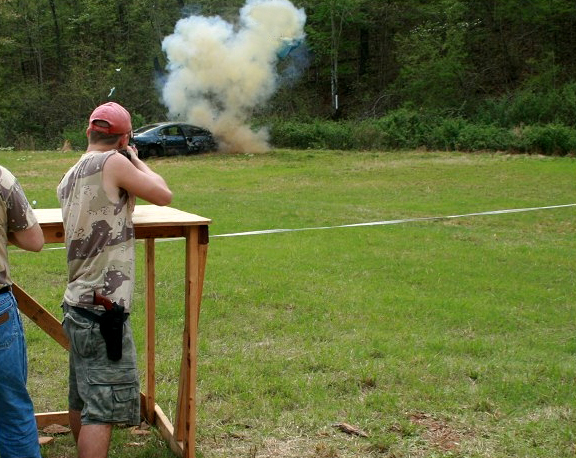
Plinking auf Autowrack mit Tannerite-Explosion (Binärer Sprengstoff)

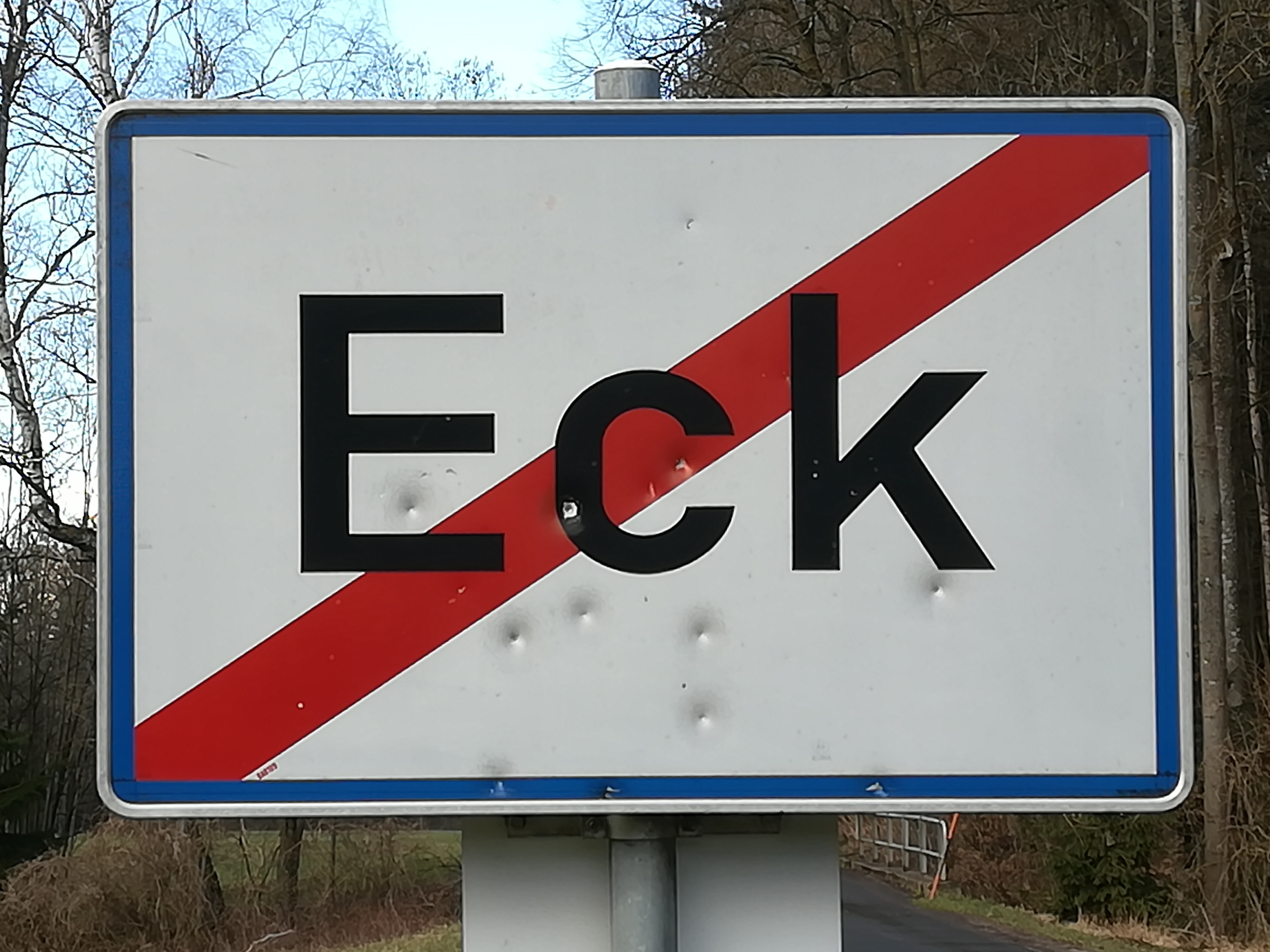
Ortsschild in Oberösterreich mit Einschussdellen

Plinking ist die Bezeichnung für ein vor allem in den USA praktiziertes Freizeitschießen, bei dem im Freien mit Handfeuerwaffen auf Zielgegenstände  geschossen wird – etwa Blechdosen, aufgestellte Glasflaschen oder Blechsilhouetten von kleinen Tieren, wie etwa Ratten, Vögel oder Erdhörnchen. Auch die Jagd auf solche Tiere, motiviert als Zeitvertreib oder Schädlingsbekämpfung, wird mitunter als Plinking bezeichnet. Der Begriff ist eine Lautmalerei des Klangs einer Kugel oder Projektils beim Durchschlagen einer Blechdose.
Plinking wird mit verschiedensten Schusswaffen wie Gewehren, Kleinkalibergewehren, Schrotflinten und Faustfeuerwaffen aller Art wie Sportpistolen und Revolvern, Vorderladern und halbautomatischen Waffen praktiziert.

## Ausübung
Es gibt keine festgelegten Regeln und keine organisierten Wettbewerbe für Plinking. Als Freizeitbeschäftigung im Bereich des Schützenwesens ist es in allen Altersgruppen anzutreffen. Als Ziele kommen preisgünstige Materialien zum Einsatz, deren Widerstandskraft oft der Durchschlagskraft der Geschosse angepasst wird. Bei einem erfolgreichen Treffer fallen die Zielobjekte um, werden mit Farbkugeln markiert, durchschlagen oder zerstört (Glasflaschen, wasser- oder mehlgefüllte Luftballons). Daneben werden Plinking-Zielscheiben mit den Umrissen von Objekten wie Flaschen und Dosen angeboten.

## Sicherheitsvorkehrungen und Probleme
Für Plinking sollte abgelegenes Gelände gewählt werden, um Schäden durch Fehlschüsse und Querschläger sowie Lärmbelästigungen für Nachbarn zu vermeiden. Wie bei allen Schießaktivitäten ist die Benutzung einer Schutzbrille und Ohrenschutzes zu empfehlen. Bei Zielen aus Glas bestehen Risiken durch die wegfliegenden Splitter, weshalb mitunter davon abgeraten wird.
Manche Plinker lassen ihre Ziele als Müll liegen oder richten bewusst Sachschäden an, etwa durch das Schießen auf Verkehrszeichen. Jedenfalls verursacht Plinking mit Bleimunition eine entsprechende Kontamination des Geländes. Die Jagd auf Kleintiere kann Bleivergiftungen bei Raubtieren und Aasfressern verursachen, was etwa für den Kalifornienkondor die Gefahr des Aussterbens erhöht. In seinem kalifornischen Verbreitungsgebiet ist daher der Gebrauch von Bleimunition für jegliche Jagd auf Tiere verboten; das eigentliche Plinking auf Gegenstände ist davon aber ausdrücklich nicht betroffen.